# Five Nights at Freddy’s 3
A Five Nights at Freddy’s 3 egy független fejlesztésű horrorjáték, mely a történet szerint az első rész után játszódik, 2023-ban. A játékos az előző játékokhoz hasonlóan itt is egy biztonsági őrt alakít, annyi különbséggel, hogy a játék nem egy pizzériában, hanem egy túlélő horror-attrakcióban játszódik.

## A történet
A játékos egy ismeretlen nevű biztonsági őrt alakít, aki a Fazbear Fright nevű horrorházban dolgozik. A horrorház célja, hogy a Freddy Fazbear pizzéria legendáját megismertesse az emberekkel. Egyetlen animatronic állatrobot van a házban, ami a Springtrap (eredeti néven: Spring Bonnie) névre hallgat. A játék végén leég az épület és a megmaradt tárgyakat elárverezik, de Springtrap elszökik és a 6. részben a Pizzéria melletti sikátorban fekszik a földön neki támasztva a falnak.

### Háttértörténet
Az éjszakák utáni minijátékok a történetet mesélik el. Kiderül hogy a játék 1. részében járunk. Egy lila színű ruhát viselő alak (Purple guy, igazi nevén: William Afton) darabokra szedte a négy eredeti robotot, de a bennük lakozó szellemek belekergették egy Springlock ruhába. Azonban egy rugó elpattant a ruha belsejében, az pedig rázáródott William testére, ami behatolt a húsa mögé, vagyis a csontjaiba. William elvérzett és meghalt. Teste teljes egészében mumifikálódott, eldeformálódott a robot endoskeletonján, csak a belső szervei és cafatok maradtak. Egyetlen ép testrésze maradt meg: a feje. Azonban később egy technikus rátalált a jelmezre, és átvitte a Fazbear Fright horrorházba, kabalának.
Springtrapet egy befalazott szobában találták meg, ami egy elsősegélynyújtó helynek számított a FnaF 1-es pizzérián belül (érdekesség, hogy ezek a szobák nem voltak jelölve a robotok térképrendszerén, ezért is tudta William szétverni őket).
Miután elviszik, Springtrap a második éjszakán aktiválódik, fő célja kijutni a horrorházból. Ez végül sikerül is neki, viszont az egyik befejezésből megtudjuk, hogy a horrorház leégett, és elárverezik a még megmaradt tárgyakat, köztük Springtrapet is, aki viszont elszökik és új testet fog magának építeni.
Az éjjeliőr pedig nem más, mint Michael, William fia, aki apját keresi. Túléli az apjával való találkozást és továbbra is megpróbálja megállítani (ez csak a 6. részben fog sikerülni).

## A játék
A játék sokban különbözik elődeitől. Itt egyetlen igazi robot van, aki meg tudja a játékost ölni (Springtrap), emellett jelen vannak az előző játékokból ismert robotok fantomverziói, amik szabotálják a játékost, mivel rendszerhibákat generálnak, melyek miatt a rendszereket újra kell indítani. A játékosnak Springtrap-et minél távolabb kell tartania magától, egy gyerekhang lejátszásával.
A játékban 6 éjszaka van, öt hivatalos és egy bónusz.

## A játék szereplői
A játékban fellelhető robotok:
- Springtrap: A két legelső robotállat egyike, eredeti nevén Spring Bonnie. Benne rejlik William Afton rothadó hullája. Az egyetlen igazi robot a játékban. Csak ő tud megölni. Kétféle védekezés van ellene: Ha egy gyerekhangot felhasználva elcsaljuk magunktól egy másik folyosóra/helységbe, vagy ha a szellőzőben van, lezárjuk a szellőzőt.

Az összes Phantom robot hallucinációk, akik az őrt figyelmeztetni akarják, hogy hagyja el az épületet:
- Phantom Freddy: A második játékbeli Freddy összeégett, fantom változata. Az iroda ablaka előtt szokott sétálni.
- Phantom Chica: Az első játékbeli Chica fantom verziója. Az egyik játékgép jelzi a közeledtét.
- Phantom Foxy: A második játékból ismert Foxy fantom változata. Hiányzó karja az alkatrészek közt pihen, a dobozban.
- Phantom Balloon Boy: Balloon Boy fantom változata, a leggyakoribb fantom a játékban. A kamerában jelenik meg, amit úgy tudunk kivédeni, ha gyorsan elkapcsolunk másik kamerára, vagy elnézünk a monitorból.
- Phantom Mangle: Mangle fantom változata, aki nem támad meg, csak a rádiója zaját használva elrontja a hang-rendszert. A 4-es kamerában jelenik meg, nem lehet kivédeni.
- Phantom Marionette báb: Marionette báb fantom változata, aki ha elkap minket, fél percig nem tudunk csinálni semmit. A 8-as kamerában jelenik meg a folyosó végén, Mangle-hez hasonlóan nem lehet kivédeni.
- Phantom Golden Freddy: Golden Freddy arany és zöld színű változata. Az iroda sarkában nagyon ritkán szokott megjelenni, ami nincs hatással a játékmenetre.

Emberek a játékban:
- Michael Afton: Az éjjeliőr akit irányítunk.
- Telefonos ember: A horrorház üzemeltetője, aki az első két éjszakán hív minket.
- Phone Guy:  A régi hangfelvételeken elmagyarázza hogyan is kell biztonságosan használni a rugózáras jelmezeket.
- William Afton (Purple Guy): A gyilkos, aki felvette a régi Spring Bonnie jelmezt, ami összenyomta a testét. Azóta ő Springtrap.

## Easter Eggek a játékban
- A biztonsági szobában fellelhetőek egy dobozban a 2. részből ismert robotok Toy verziói szétszedve. Ebből meg lehet tudni hogy a toy robotokat tényleg leselejtezték sajnos

- Freddy, Bonnie, Chica, és Foxy részei az 1. részből vannak. Ez is bizonyítja, hogy a 3. rész az 1. rész után játszódik.

## Fordítás
- Ez a szócikk részben vagy egészben  a   Five Nights at Freddy's 3 című angol Wikipédia-szócikk fordításán alapul.  Az eredeti cikk szerkesztőit annak laptörténete sorolja fel. Ez a jelzés csupán a megfogalmazás eredetét és a szerzői jogokat jelzi, nem szolgál a cikkben szereplő információk forrásmegjelöléseként.